# Leon Roppolo

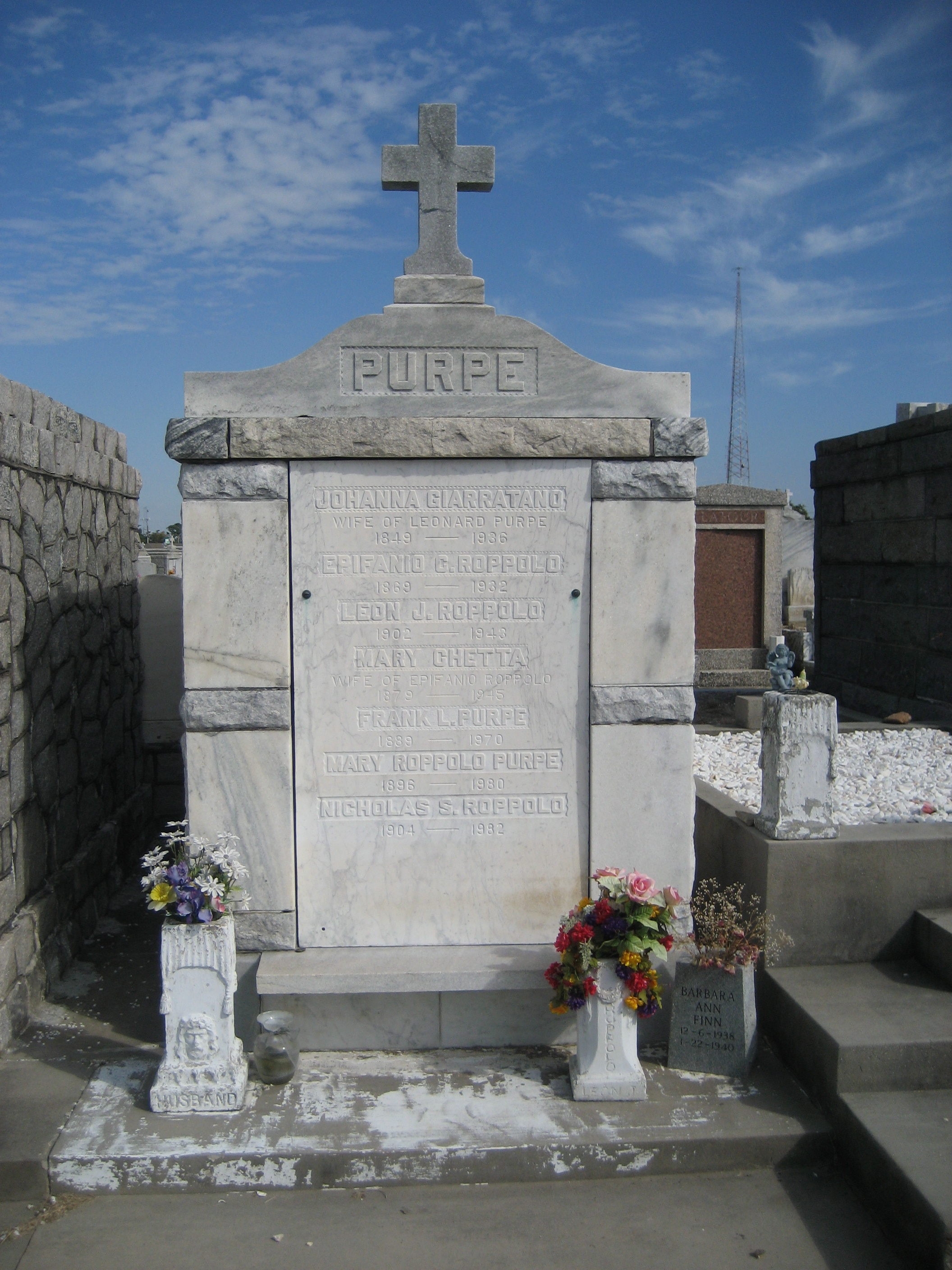
La tomba della sua famiglia

Leon Joseph Roppolo (Lutcher, 16 marzo 1902 – New Orleans, 5 ottobre 1943) è stato un clarinettista statunitense, di origine italiana.

## Biografia
Leon Roppolo, conosciuto anche come "Rap" e a volte trascritto con ortografia sbagliata "Rappolo" o "Rapollo", è stato un clarinettista jazz, conosciuto per aver suonato con i New Orleans Rhythm Kings. Roppolo suonava anche il sassofono e la chitarra.
D'origine siciliana (i genitori, Epifanio Roppolo e Mary Chetta, venivano da Salaparuta), si spostò con la famiglia a New Orleans nel 1912, dove il padre gestiva un "Negro saloon" in cui si improvvisava musica [Nota: intervista a Jack Weber, in "Hear Me Talkin' to Ya" di Nat Shapiro e Nat Hentoff, Dover, New York, 1966, p. 58].  Da ragazzo suonò il violino, e si divertiva a seguire le marching band lungo le strade, appassionandosi presto al clarinetto, che un parente omonimo suonava nella Papa Jack Laine's Reliance Brass Band.
Suonò con gli amici Paul Mares e George Brunies per parate e feste, e lungo le coste e sui battelli del Lago Pontchartrain, presso Milneburg (Louisiana). Era ancora adolescente quando decise di lasciare la casa paterna e girare con la banda di Bee Palmer, che presto divenne il nucleo centrale dei New Orleans Rhythm Kings, una banda che (insieme a quella di King Oliver) è considerata una delle migliori piccole orchestre dixieland del jazz degli anni 1920. Molti consideravano Roppolo la stella del gruppo. Il suo stile ha influenzato diversi musicisti (sia nella ritmica sia nell'uso dei "solo"), tra cui il più noto Benny Goodman.
Nel 1920 sposò Mabel Alice Branchard, con la quale ebbe il figlio Epifanio Leon Roppolo Sr.
Dopo la rottura dei New Orleans Rhythm Kings, Roppolo e Paul Mares si mossero verso est, cercando fortuna nella scena jazz di New York, dove registrarono, secondo la memoria di alcuni musicisti a loro contemporanei, con gli Original Memphis Five e con i California Ramblers nel 1924. Questi dischi però sono stati perduti o pubblicati senza il nome dei componenti.
Tornati a New Orleans, ripresero in formazione allargata (da 7 a 10) la New Orleans Rhythm Kings, suonando con Jelly Roll Morton (con il quale incisero "Wolverine Blues") e con altre bande, quali la Halfway House Orchestra, dove Roppolo suonò il sassofono.
Intanto, Roppolo aveva iniziato ad assumere strani comportamenti, mostrando anche un carattere violento e inaffidabile, fino a quando la famiglia decise di farlo internare in ospedale psichiatrico. È stato perciò supposto poi che avesse contratto la sifilide (altri parlano di eccesso d'uso della marijuana). Di fatto morì ancor giovane, a soli 41 anni, anche se negli ultimi anni poté suonare qualche volta con parenti o amici che lo andavano a trovare.
È sepolto al Woodlawn Cemetery, non lontano dalla Halfway House dove ha suonato per anni.

## Composizioni
Tra le sue composizioni, vanno ricordati i brani classici del jazz "Farewell Blues", "Milenberg Joys", "Gold Leaf Strut", "Golden Leaf Strut", "Tin Roof Blues" (1923) e "Make Love to Me" che fu una canzone pop basata su "Tin Roof Blues" e registrata con grande successo da Jo Stafford nel 1954, e da Anne Murray e B.B. King.